# Aleksander Kwaśniewski
Aleksander Kwaśniewski kiejtéseⓘ (1954. november 15. –) lengyel baloldali politikus. 1995–2005 között a Lengyel Köztársaság elnöke. A pártállam idején a kommunista Lengyel Hallgatók Szocialista Szövetsége (Socjalistyczny Związek Studentów Polskich) tagja volt, majd az 1980-as években sportminiszter. A baloldali A Lengyel Köztársaság Szociáldemokráciája nevű pártot (Socjaldemokracja Rzeczypospolitej Polskiej) vezette, amely a kommunista állampárt, a Lengyel Egyesült Munkáspárt (Polska Zjednoczona Partia Robotnicza) utódpártja volt. Később a Demokratikus Baloldali Szövetség (Sojusz Lewicy Demokratycznej) élén állt. Jelenleg a Baloldaliak és Demokraták pártszövetség elnöke.
1995-ben választották Lengyelország elnökévé Lech Wałęsa utódjaként. 2000-ben jelentős első fordulós győzelemmel újraválasztották. Hivatali ideje 2005. december 23-án járt le. Utódja a konzervatív Lech Kaczyński volt.
1979-ben vette feleségül Jolanta Kontyt. Egyetlen közös gyermekük, Aleksandra Kwaśniewska 1981-ben született.